# Zoom (軟體)
Zoom Meetings（通常簡稱為Zoom，寫作zoom）是一款由Zoom Video Communications開發的專有视频对话軟體。其免費方案支援最多100名與會者同時參與，並設有40分鐘的時長限制。用戶亦可透過訂閱付費方案升級，當中最高級方案支援最多1000名與會者同時參與、長達30小時的會議。
在2019冠状病毒病疫情期間，利用Zoom作遠距工作、遙距教育和線上社交關係的需求大增，使Zoom成為2020年全球下載量第五多的手機應用程式，達4億7730萬次。

## 歷史
Zoom最初成立於2011年，總部設於加利福尼亞州聖荷西，亦於歐洲、亞洲及澳洲設有辦公室。
Zoom的一個測試版本於2012年8月21日推出，當中用戶只能召開支援最多15名視頻與會者的會議。2013年1月25日，1.0版本推出，並增加單場會議的與會者數目至25名。截至推出的首月末，Zoom擁有40萬名用戶，並於2013年5月增長至超過100萬名。及後，隨著2019冠狀病毒病疫情開始流行，截至2020年2月，由於用戶數量比2019年全年累積的用戶數量還要多，令該公司股價大升35%。2020年3月，Zoom應用程式的下載量達213萬次。2020年4月，Zoom每日擁有超過3億名會議與會者。
2020年8月24日，Zoom經歷長達數小時的廣泛運作中斷，直至服務回復正常為止。

## 功能與特色
Zoom備有數個用戶層級：基本、專業、商業（Business）和企業（Enterprise）。Zoom與Windows、macOS、iOS、Android、Chrome OS和Linux相容，以界面簡潔、易於使用（不論科技水平高低）見稱。其功能包括一對一會議、小組視頻會議、屏幕分享、插件、瀏覽器附加元件，以及錄製會議和自動轉錄的功能。在部份電腦及操作系統上，用戶可選擇虛擬背景（可於不同網站下載），以作為他們身後的背景。
該平台的免費版本容許用戶建立同時多達100名與會者的視頻會議，若有多於2名與會者，亦有40分鐘的時長限制。就時間更長或更多與會者參與的會議而言，用戶亦可選擇付費方案，月費為15－20美元不等；而Zoom Rooms等面向商業會議的功能，則以月費50－100美元的形式提供。
用戶於單一頁面能查看的參與者數量，亦因平台而有所不同：
- 桌上型電腦或筆記型電腦：49名[25]
- iPhone、Android移动电话或平板電腦：4名
- iPad：16名

Zoom的保安功能包括受密碼保護的會議、用戶認證、等候室、上鎖會議、屏蔽與會者進行屏幕分享、隨機生成ID，及主持人可移除擾亂會議的與會者之功能。截至2020年6月，Zoom開始為公司及企業用戶提供端對端加密，而所有用戶亦能使用AES 256 GCM加密技術。同年10月，Zoom為免費及付費用戶加入端對端加密，並於所有平台（不包括Zoom官方網頁客戶端）上提供。
Zoom亦有利用Otter.ai軟體提供轉錄服務，容許企業於線上儲存及搜索Zoom會議之抄本；有關服務包括區分及標識不同演講者。
截至2020年7月，Zoom Rooms及Zoom Phone亦以硬體即服務的方式推出。截至同年8月，Zoom Phone在40個國家以家用電話服務的方式提供。翌年1月，公司聲稱Zoom Phone服務已售出100萬份。名為「Zoom for Home」的一系列家用產品於2020年8月面世。
2020年9月，Zoom加入新的輔助使用功能，以方便聾人、聽覺障礙或視障人士使用軟體。新功能包括於畫廊模式自如移動視頻窗口、釘選焦點視頻窗口、經改進的鍵盤快捷鍵、調整字幕文字大小的新工具，而手語口譯員窗口亦可放置於演講者旁。
2020年10月，在Zoom的用戶年會「Zoomtopia」上，該公司發佈一款名為「OnZoom」的虛擬活動集市，該功能配備整合式支付系統，容許用戶主持或推廣直播活動（免費或收費）。用戶可透過「OnZoom」排程及主持最多1000名與會者的一次性／系列活動，並可於線上售賣活動門票。該公司亦於會議上發佈Zoom Apps，透過整合第三方應用程式，讓用戶可於會議中透過Zoom界面使用這些應用程式。首批應用程式預計於2020年底推出，由Slack、赛富时及Dropbox等公司提供。2020年10月，Zoom透過將旗下線上會議網路升級至端對端加密，給予用戶更佳的保安。
2021年3月22日，Zoom宣佈開始以白標產品方式，出售旗下視頻會議技術。此舉使其他公司可將有關技術嵌入自家產品，而透過Zoom進行的通話亦不會帶有Zoom的品牌名稱。
2021年8月，Zoom推出了一項名為「專注模式」（Focus Mode）的新功能，專為數位教室及其他教育設定而設計。當有關模式啟動時，會互相屏蔽與會者的屏幕（但仍能看到彼此名稱），而主持人仍能看到各人的視訊流或屏幕分享。所有Zoom帳戶（包括免費版本）均可使用此項功能。
2021年9月，該公司在「Zoomtopia」上宣佈以更新形式，為所有Zoom Phone用戶提供端對端加密。該公司亦同時宣佈自攜密鑰（Bring Your Own Key，供用戶管理其加密金鑰，而該等密鑰無法被Zoom存取或使用）、認證身份（Verified Identity，一種透過Okta進行的多重認證功能，容許用戶確認會議與會者的身份）及視頻約會中心（Video Engagement Center，供企業與客戶之間進行數位互動）三項功能。其他宣佈的更新亦包括經改進的虛擬白板功能，包括可供遠距與會者數觸白板（touchscreen whiteboards），以及Zoom Meetings和Zoom Chat之間的協作改進。
2021年10月，在Zoom會議內自動生成英語字幕的選項開放予所有帳戶（包括免費帳戶）。有關功能此前只供高級用戶使用。

## 用途

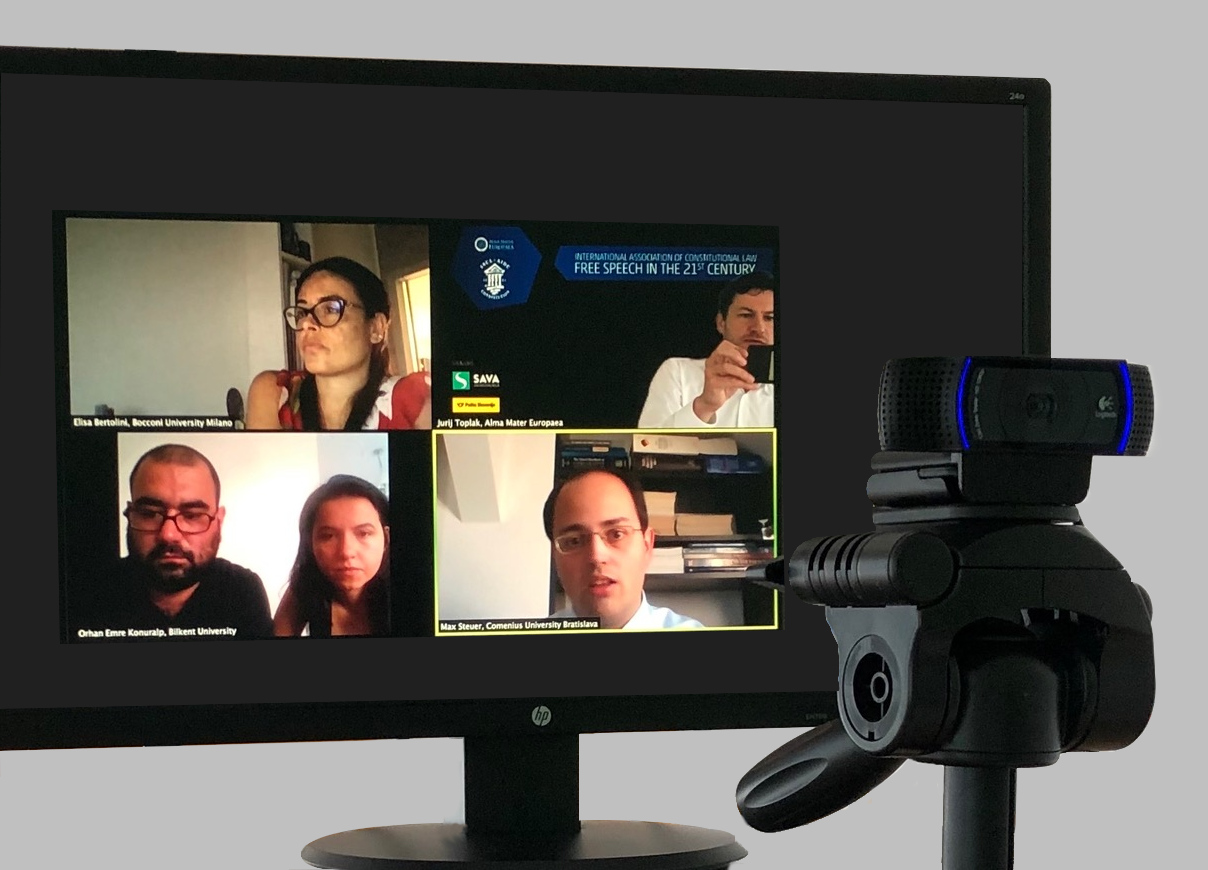
2020年7月，國際憲法學協會（International Association of Constitutional Law）與Alma Mater Europaea透過Zoom舉行首個跨時區的全天候全球活動。

自2019冠狀病毒病疫情爆發以來，Zoom已經被世界各地的銀行、學校、大學和政府機構、英国议会及醫療保健專業人士用於遙距醫療、理髮店，以及生日派對、殯儀服務和猶太教成人禮等儀式。Zoom與一级方程式赛车合作創建了一個虛擬俱樂部，由2020年7月19日匈牙利大奖赛起，粉絲們可以走進幕後，透過Zoom參與各項虛擬活動。一篇於2020年7月，在《旧金山纪事报》刊登的文章中指出，旧金山和奧克蘭出現了一種新的房地產趨勢，當中有一些房源包括帶有Zoom通話作背景的「Zoom房間」（Zoom rooms）。人們在開始「Zoom歡樂時光」（Zoom happy hour，與朋友或同事的線上社交聚會）之前，便對「Zoom疲勞」（太多視頻通話）產生抱怨。
理查德·納爾遜的劇作《我們需要談論甚麼？》（What Do We Need to Talk About?）發生在Zoom，劇中主要角色在2019冠状病毒病疫情期間，利用Zoom於線上聚合。該劇作由理查德·納爾遜編導、公共劇院委託，於2020年4月29日以公益演出的方式在YouTube首播。《紐約客》稱該劇作為「首部優秀的隔離題材劇作」。由奧花·雲費主持的直播虛擬體驗節目《聚焦你的生活：展望未來》（Oprah's Your Life in Focus: A Vision Forward）於2020年5月16日－6月6日，在Zoom進行。由薩曼莎·謝伊（Samantha Shay）執導、Source Material製作的劇作《在這些不確定的時代》（In These Uncertain Times）中，角色們利用Zoom進行交際；該劇於2020月7月25日，在Zoom初次上演。在2020年英國尋獲佚失、以Zoom為題材的恐怖電影《鬼弒訊》（罗伯·萨维奇（Rob Savage）執導）中，一群年輕人進行一場遠距降神會，當中他們有利用Zoom與神靈聯繫。該電影於2020年7月，在Shudder首映。2020年8月15－20日，網路平台「Play-PerView」以串流方式直播透過Zoom進行、以現場閱讀的方式演繹克里斯托弗·迪亞茲2009年的戲劇《乍得神精巧的入口》。在2021年電影《封鎖》（道格·李曼執導，安妮·海瑟薇、切瓦特·艾乔福主演）中，角色們透過Zoom會議進行交際。
2020年7月3－4日，國際憲法學協會（International Association of Constitutional Law）及Alma Mater Europaea利用Zoom Webinar舉行首個跨時區的全天候全球活動，與會者包括來自28個國家共52名講者。不久以後，一種「實際上是隨著太陽由東到西環遊地球」的會議形式漸漸流行起來，當中部份會議更持續數天。
2020年9月17日，丹尼·庫克主持了一場1982年電影《開放的美國學府》劇本的現場通讀。是次活動的演出者包括畢·彼特、詹妮弗·安妮斯顿、茱莉娅·罗伯茨、戲中演員西恩·潘、马修·麦康纳、西亞·李畢福、摩根·弗里曼（擔當旁述一角）、吉米·坎摩爾、雷·利奥塔及約翰·傳奇，並為慈善組織「社區組織救援工作」（CORE）募捐善款。2020年9月20日播出的第72届黄金时段艾美奖（吉米·坎摩爾主持）中，包括透過Zoom參與的被提名人士。BLACKPINK 和赛琳娜·戈麦斯2020年單曲《Ice Cream》的其中一支替補音樂影片中，在家中的藝人們透過Zoom登場。於Zoom播出的《Zoom Where It Happens》是Zoom與黑人女性藝人合作的一個系列，於2020年9月推出，當中包含由全黑人演員以虛擬通讀的方式，重新演繹《黃金女郎》其中一集。第二集以全黑人演員形式，通讀《老友记》的其中一集，由加布里埃尔·尤尼恩主持、斯特林·K·布朗及烏佐·阿杜巴主演。

## 評價
一直以來，Zoom被批評「存在保安漏洞及設計選擇粗劣」，引來外界加強對其軟體的審查力度。Zoom有不少功能「圍繞著為減少會議上的不和而精心設計開發」，而公民实验室亦發現這些功能「亦在設計上降低隱私和安全性」。2020年3月，纽约州总检察长詹樂霞就Zoom的隱私和保安措施展開調查；相關調查2020年5月7日結束，Zoom並沒有承認錯誤，反而承諾會採取額外的保安措施。2020年4月，該公司的行政總裁袁征就保安問題致歉，並指出部份問題是Zoom是為「有全面資訊科技支援的大型機構」而設計；他指出，Zoom的每日用戶於2019年12月多達1000萬名，及後在2020年3月，該軟體的每日用戶超過2億名，對公司帶來更大的挑戰。Zoom同意專注於數據隱私，並會刊發一份透明度報告。2020年4月，該公司推出Zoom 5.0版本，當中針對了一系列保安及隱私問題。該版本包括預設密碼、經改進的加密方式，以及為會議而新設的保安標示。2020年9月，Zoom為其桌面及行動應用程式新增對二步认证的支援；有關保安功能以往只於網頁版上提供。
截至2020年4月，限制或禁止於其網路使用Zoom的企業、學校或政府機關計有Google、西门子公司、澳大利亚国防军、德國外交部、印度內政部、SpaceX及紐約市教育局等。2020年5月，在Zoom解決安全和隱私問題後，紐約市教育局決定解除局方對Zoom的禁令。
截至2020年9月，Zoom擁有370,200名機構客戶，比去年同期增長約458%。該公司的收入大增355%至6億6350萬美元，比分析師平均預測的5億50萬元為高。該公司認為，若旗下大部份免費用戶轉至付費訂閱，預計可將公司的全年收入提升逾三成。
據一份由稅收和經濟政策研究所發表的報告指出，在疫情期間，Zoom即使在沒有繳納稅項的情況下，盈利增長達4000%，惹來爭議。

### 隱私
Zoom因其隱私及企業數據共享政策，及容許視像會議主持人暗地裡侵犯視頻通話與會者的隱私而備受批評。該軟體亦可能存在未經授權下監視學生，以及可能違反《家庭教育權利及隱私權法》（FERPA）下有關學生權利的問題。據該公司指出，旗下的視頻服務均符合FERPA規定，而服務收集及儲存的用戶數據只用作技術支援。
2020年3月，《Motherboard》一篇文章發現該公司的iOS應用程式於啟動時，將裝置分析數據傳送至Facebook（不論用戶有否透過Facebook帳戶使用該服務），而此舉未曾向用戶公開。Zoom回覆指出，該公司近期才留意此問題，及後在明白該等软件开发工具包收集不必要的裝置數據後，為應用程式打補丁，以移除相關工具包。該公司表示，該工具包只用於收集用戶裝置的規格（如型號名稱及操作系統版本）以優化其服務，並非用於收集個人資料。同月，Zoom於美國聯邦法院遭用戶訴訟，指該公司非法及秘密地將個人資料公開予Facebook等第三方。Zoom回覆指出，該公司「過往未曾出售用戶資料，未來亦沒有出售用戶資料的意圖」。
2020年4月，有人發現一項Zoom信息收集功能，該功能會將用戶名稱及電郵地址自動發送至領英，並容許部份與會者在毋須取得同意下偷偷存取其他用戶的領英檔案。肇事公司其後停用有關整合。2020年5月，聯邦貿易委員會宣佈對Zoom保安措施一事進行調查。委員會在一份投訴中聲稱至少於2016年起，「Zoom持有可容許該公司存取其客戶會議內容的加密金鑰、沒有提供宣傳中所提及的端到端加密、訛稱符合健康保险便利和责任法案（HIPAA）規定、在未有充分同意的情況下安裝ZoomOpener網路伺服器、未有於卸載Zoom應用程式後卸載該網路伺服器，並使用比承諾更低層級的加密方式來保護Zoom會議。」2020年11月9日，雙方達成和解，委員會要求該公司停止歪曲保安功能、建立信息安全計畫、從第三方獲得每年兩次的評估，以及實行額外的保安措施。

### 保安
2018年11月，一個保安漏洞被發現—該漏洞容許未經認證的遠程黑客騙取用户数据报协议（UDP）信息，從而容許黑客從會議中移除與會者、從用戶騙取信息，又或劫持屏幕分享。該公司於漏洞發現後不久，便就此發佈修正。
2019年7月，保安研究員喬納森·萊茨丘（Jonathan Leitschuh）披露了一個零日攻击漏洞，該漏洞容許任何網站在毋須得到用戶許可的情況下，強迫macOS用戶在開啟攝影機的情況下參與一場Zoom通話。於macOS上嘗試卸載Zoom客戶端會驅使該軟體透過一個隱藏的網頁伺服器（於首次安裝時在機器上設置）自動於背景重新安裝，以使該軟體在用戶試圖移除客戶端後仍能運作。Zoom在得悉有關公開批評後，便移除有關漏洞及該網頁伺服器，以容許執行完整卸載程序。
2020年4月，保安研究員發現該軟體存在漏洞，可使Windows用戶的憑據被暴露。另一個遭公開的漏洞，可於未經許可的情況下存取攝影機及麥克風。Zoom於2020年4月發佈修正。同月，「Zoom轟炸」（不明人士參與會議並引起混亂的現象）引起联邦调查局發出警告。據《Motherboard》報道指出，2020年4月15日，市場上存在2種Zoom零日攻击（Windows、macOS 各一），並以50萬美元出售。保安漏洞掮客透過出售Zoom保安漏洞的存取權，以容許買家遠距存取用戶電腦。駭客亦於黑暗网站上載超過50萬個Zoom用戶名稱和密碼，並供他人購買。為應對大量出現的保安及隱私問題，Zoom展開一項廣泛的保安方案，包括諮詢Luta Security、Trail of Bits、前Facebook安全主管亞歷克斯·斯塔莫斯、前Google全球隱私技術主管莉亞·基斯納（Lea Kissner）、BishopFox、NCC集團及约翰斯·霍普金斯大学密碼專家馬修·D·格林。2020年4月20日，據《纽约时报》報道，Dropbox工程師於兩年多前追蹤Zoom的保安漏洞，促使Zoom更快捷地回應這些問題，並聘用頂級駭客以尋找Zoom軟體內的問題。該報道亦指出，保安研究員感謝Zoom加快回應速度、迅速就近期的軟體錯誤發佈修正及移除可能出現隱私風險的功能。2020年4月，Zoom將旗下不少保安設定轉為預設，並建議用戶如何緩解Zoom轟炸。袁征在2020年4月1日的一則博客文章中，宣佈凍結推出新功能90天，以使該公司能專注於修復平台上的隱私及保安問題。該公司新增一顆名為「向Zoom舉報用戶」（report a user to Zoom）的按鈕，旨在捕獲Zoom轟炸的幕後黑手。2020年7月1日，在凍結期結束之際，該公司指出在這90日期間推出100項新的保安功能。有關付出包括供所有用戶的端到端加密、默認開啟會議密碼、給予用戶選擇數據選路所採用的數據中心、與保安專家聯繫、成立首席信息安全官（CISO）委員會、經改進的漏洞獎勵計畫，及與第三方合作，以協助測試保安。袁征亦指出，Zoom會於2020年晚些時候發佈透明度報告。
2020年11月16日，Zoom推出一項新的保安功能，以打擊於會議期間出現的擾亂。該項新功能聲稱是所有免費和付費用戶的預設功能，並可於Zoom客戶端（包括Mac、PC及Linux）及Zoom行動應用程式上使用。

#### 加密方式
Zoom利用TLS 1.2和AES-256（高级加密标准，用以保護信令）／AES-128（用以保護流媒体）以加密其公共數據流。
保安研究員和記者均曾批評該公司缺乏透明度及加密方式欠佳。Zoom起初於其宣傳材料中聲稱使用「端到端加密」，但其後呈清該詞是指「從Zoom終端到Zoom終端」（指該等加密方式於Zoom伺服器和Zoom客戶端之間有效），被《The Intercept》形容為誤導和「不誠實」。Zoom顧問、前Facebook保安主管亞歷克斯·斯塔莫斯指出，該等產品常常缺乏端到端加密，而Google环聊、Microsoft Teams及思科Webex也是如此。2020年5月7日，Zoom宣佈該公司已收購Keybase（一間專注於端到端加密的公司），作為日後增強其保安措施的其中一項付出。同月下旬，Zoom出版了一份供同行評審的文件，當中詳述了該公司最終將端到端加密帶進軟體的計畫。
2020年4月，公民實驗室研究員發現一把由伺服器生成的AES-128金鑰透過電子密碼本（ECB）模式共享予所有與會者，而該等模式因其保護密文模式的特性而被棄用。在與來自加拿大和美國的與會者進行測試通話時，該金鑰是由位於中國大陸的伺服器生成，而該等伺服器受到中华人民共和国网络安全法規管。
2020年6月3日，Zoom宣佈不會再為免費用戶提供端到端加密，以便該公司與联邦调查局及執法機構合作。後來，該公司稱他們不會「主動監視會議內容」。2020年6月17日，該公司推翻先前決定，並宣佈免費用戶此後亦能使用端到端加密。
2020年9月7日，密碼學研究員納迪姆·科比西指責Zoom保安團隊如該公司於2020年6月發表的白皮書中描述一樣，未有就其開源協議分析研究軟體「Verifpal」歸功於Zoom在設計新加密協議時發揮了重要功用。為支持自身看法，科比西刊載了與Zoom保安部門領導馬克斯·克羅恩（Max Krohn）長達一星期的對話，當中包含Zoom團體請求回饋的8個Verifpal模型、引用科比西的貢獻之承諾，以及承認因不明原因而於最後一刻從白皮書中移除對Verifpal的引用。科比西亦有引述由Zoom保安顧問莉亞·基斯納（Lea Kissner）撰寫的一篇推文，並將之形容成一種公開的人格暗殺，皆因他一再請求將其研究成果引用於Zoom發表的研究報告當中。

### 數據選路
Zoom承認，部份於2020年4月初或之前的通話不慎通過位於中国大陆的伺服器進行轉接，引起部份政府和企業棄用Zoom。該公司其後宣佈，於中國以外的免費用戶，其數據「不會再途經中國」，而付費用戶將能夠選擇其想使用的數據中心地區。該公司目前於歐洲、亞洲、北美洲及拉丁美洲設有數據中心。

### 審查
公民實驗室於2020年4月的一份報告中警告，讓Zoom大部份的研究於中國進行，可能會「讓Zoom面臨來自中國當局的壓力」。2020年5月，李卓人（香港工黨主席）的帳戶亦遭關閉，而民運人士周锋锁於其舉辦一項談論六四事件的活動後，亦於同年6月遭關閉。2020年6月，Zoom承認該公司終止2個美國用戶及1個香港用戶，皆因該等帳戶與討論1989年天安門事件的會議有關連；該等帳戶其後重開，而公司指出日後他們「將會有一個新的方式以處理類似情形」。Zoom亦宣佈日後的技術可防止來自特定國家的與會者參與可能於當地視作違法的通話。
2020年9月，Zoom封鎖旧金山州立大学使用其軟體招待解放巴勒斯坦人民阵线（PFLP）激進分子暨劫機者萊拉·哈立德，作為對猶太聯盟組織「結束猶太人仇恨」（End Jewish Hatred）積極遊說的回應。該公司在為有關決定辯解時，引述美國政府將PFLP列為恐怖組織，以及該公司在合符美國出口管制、制裁及反恐法規上的付出。Facebook及YouTube亦有加入Zoom的行列，以拒絕有關會議組織者使用旗下平台。會議組織者之一拉巴布·易卜拉欣·阿卜杜勒哈迪（Rabab Ibrahim Abdulhadi）教授批評Zoom、Facebook及Google涉嫌審查巴勒斯坦人的聲音。

### 透明度
2020年12月18日，Zoom宣佈該公司將會發布首份透明度报告。這些報告於2021年起，每年出版兩次，旨在顯示Zoom在執法人員或政府人員要求索取用戶數據時的處理方式。Zoom指出，該公司「僅根據我們的《政府請求指南》（Government Requests Guide》及相關法律政策，在回應有效和合法的要求時，方會向政府提供用戶數據」。首份報告包含由2020年5月1日至12月12日的資料。

### 規管問題
2021年8月，德國漢堡的資料保護監管機構裁定Zoom在欧洲联盟營運有違歐盟一般資料保護規範（GDPR）。這是因為根據《Schrems II》的裁決，傳送至歐盟以外地區的資料必須受到GDPR提供的同等保護。由Zoom收集的資料會被傳送至美國。

## 外部連結
- 官方网站